# Vojna zvezd: Epizoda V – Imperij vrača udarec
Empire Strikes Back, znan tudi pod imenom Vojna zvezd: Epizoda V – Imperij vrača udarec, je ameriški epski vesoljski operni film iz leta 1980, ki ga je režiral Irvin Kershner, po scenariju Georgea Lucasa pa sta ga napisala Leigh Brackett in Lawrence Kasdan. Produciral ga je Lucasfilm, je drugi film v seriji Vojne zvezd (čeprav peti kronološko) in nadaljevanje Vojne zvezd (1977). Postavljen je tri leta po dogodkih prvega filma, Galaktični imperij, pod vodstvo Darth Vaderja in Cesarja, zasleduje Luke Skywalkerja in preostalo Uporniško Zvezo. Medtem ko je Vader neusmiljeno zasledoval Lukove prijatelje - Han Sola, princeso Leio, Chewbacco in C-3PO-ja, Luke preučuje Silo pod vodstvom Jedi-mojstra Yode. V igralski zasedbi so Mark Hamill, Harrison Ford, Carrie Fisher, Billy Dee Williams, Anthony Daniels, David Prowse, Kenny Baker, Peter Mayhew in Frank Oz.
Po uspehu Vojne zvezd je Lucas najel Brackett za pisanje nadaljevanja, po njeni smrti leta 1978 je sago Vojne zvezd opisal kot celoto in sam napisal naslednji osnutek, preden je najel Kasdana. Lucas se je odločil, da ne bo režiral, zaradi svojih obveznosti pri Industrial Light & Magic in financiranja, zato je dolžnost prenesel na Kershnerja, svojega nekdanjega profesorja. Sneman od marca do septembra 1979, se je »Imperij vrača udarec« soočil s težko produkcijo, ki je vključevala poškodbe igralcev, požar in denarne kazni ameriških pisateljev in režiserjev. Prvotni proračun je bil 18 milijonov dolarjev, vendar se je do konca produkcije povečal na 33 milijonov dolarjev, zaradi česar je bil to eden najdražjih filmov, ki so jih kadarkoli posneli.
»Imperij vrača udarec« je bil premierno prikazan v Kennedyjevem centru v Washingtonu, 17. maja 1980, v ZDA pa so ga izdali 21. maja 1980. Film je s 440 milijoni dolarjev postal najbolj zaslužen film leta 1980. Kljub temu, da je sprva naletel na mešane kritične kritike, je zdaj proglašen za najboljši film v sagi Vojna zvezd in eden največjih filmov, ki so jih kadarkoli posneli. Film je po prvotni izvedbi in več ponovitvah po vsem svetu zaslužil več kot 550 milijonov dolarjev. Prilagojen inflaciji, je drugo najbolj zasluženo nadaljevanje vseh časov in trinajsti najbolj zaslužen film vseh časov v Severni Ameriki. Leta 2010 je Kongresna knjižnica film izbrala za hrambo v Nacionalnem filmskem registru ZDA kot "kulturno, zgodovinsko ali estetsko pomemben".
»Imperij vrača udarec« je močno vplival na filmsko ustvarjanje in popularno kulturo, saj velja za redek primer nadaljevanja, ki presega izvirnik. Vrhunec, v katerem Vader Luku razkrije, da je njegov oče, pogosto navajajo kot enega največjih zapletov v kinematografski zgodovini. »Imperij vrača udarec« je leta 1983 sledil Vrnitev jedija (v izvirniku angleško Return of the Jedi). Oba filma, poleg izvirne Vojne zvezd (v izvirniku angleško Star Wars), predstavljata izvirno trilogijo Vojne zvezd.

## Zgodba
Tri leta po uničenju Zvezde smrti je Zveza upornikov, ki jo vodi princesa Leia, postavila novo bazo na ledenem planetu Hoth. Cesarska flota, ki jo vodi neusmiljeni Darth Vader, lovi novo Uporniško bazo tako, da pošilja droidne sonde po galaksiji. Lukea Skywalkerja med preiskavo ene takšne sonde ujame wampa in ga povleče v jamo bitja, vendar mu uspe pobegniti s pomočjo Sile, da vzame luč. Preden Luke podleže podhladitvi, mu duh sile njegovega pokojnega mentorja, Obi-Wan Kenobija, naroči, naj odide na močvirni planet Dagobah, da bi treniral pri mojstru Jedijev, Yodi. Han Solo odkrije Lukea in ga uspe obdržati pri življenju, tako da ga postavi v telo njegovega mrtvega gorovja Tauntaun, oba pa naslednje jutro reši iskalna skupina.
Sonda opozori Cesarsko floto na lokacijo Upornikov. Imperij začne obsežen napad z uporabo sprehajalcev AT-AT, da zavzame bazo in Upornike prisili v evakuacijo. Han in Leia pobegneta s C-3PO in Chewbacco na Millennium Falcon, vendar ladijski hiperpogon ne deluje pravilno. Skrivajo se v asteroidnem polju, kjer se Han in Leia sredi napetosti zbližata. Nekaj lovcev na glave, ki jih je poklical Vader, pomaga pri iskanju Sokola. Medtem Luke z R2-D2, s svojim X-wing lovcem, odpotuje do Dagobe, kjer strmoglavi. Spozna majhno bitje, ki se razkrije, da je Yoda, in nerad sprejme Lukea za svojega vajenca po posvetu z Obi-Wanovim duhom. Luke izve več o Sili od Yode, ki s pomočjo sile dvigne X-krilo iz močvirja.
Po izogibanju Cesarski floti, Hanova skupina odpotuje v plavajoče Oblačno mesto na planetu Bespin, ki mu vlada stari Hanov prijatelj Lando Calrissian. Lovec na glave Boba Fett sledi Falconu in z Vaderjem prisili Landa, da skupino preda Imperiju. Vader načrtuje, da bo skupino uporabil kot vabo, da bi zvabil Lukea, ki ga namerava ujeti in obrniti na temno stran Sile. Luke v bolečini občuti Hana in Leio in v nasprotju z Yodo in Obi-Wanom opusti trening, da ju reši.
Vader namerava Lukea zadržati v suspendirani animaciji, tako da ga zapre v karbonit, Hana pa izbere kot poskus. Han preživi postopek in je predan Fettai, ki namerava z njim pobrati nagrado od Jabbe the Hutta. Lando, še vedno zvest Hanu, osvobodi Leio in Chewbacco, vendar sta prepozna, da ustavita Fetta, da ne bi odšel s Solom. Pod napadom viharnikov se borijo nazaj do Falcona in pobegnejo iz mesta. Medtem prispe Luke, in Vaderja izzove v dvoboju s svetlobnimi meči, ki ju vodi nad osrednji zračni jašek v mestu. Vader Lukeu odseka desno roko, ga razoroži in ga premami, da sprejme svojo jezo in se pridruži temni strani. Luke obtoži Vaderja, da je umoril svojega očeta, toda Vader razkrije, da je Lukov oče. Zgrožen Luke pade v zračni jašek in ga vrže pod plavajoče mesto, kjer visi z antene. Telepatsko se obrne na Leio, ki ga zazna in nagovori Landa in Chewieja, da se obrneta nazaj. Ko Lukea pripeljejo na krov, jih lovci TIE preganjajo proti Vaderju na njegovem Star Destroyerju in ugotovijo, da je bil Falconov hiperpogon sabotiran, vendar ga R2-D2 ponovno aktivira in jim omogoči pobeg.
Luke se ponovno pridruži Uporniški floti in njegovo odrezano roko nadomesti z robotsko protezo. Lando in Chewbacca si začneta prizadevati, da bi rešila Hana, medtem ko ostali Uporniki opazujejo odhod Falcona.